# Schiffsmeldedienst
Der Schiffsmeldedienst sammelt Informationen über Schiffsbewegungen, Ladung, Liegeplätze im gesamten Bereich der Deutschen Bucht, auf der Elbe und Weser, im Nord-Ostsee-Kanal und in zahlreichen Häfen entlang der nordeuropäischen See- und Wasserstraßen einschließlich Rotterdam rund um die Uhr. 

## Geschichte
Entstanden ist der Schiffsmeldedienst während der napoleonischen Kontinentalsperre (1806–1814). Es wurden Informationen über alle Schiffe gesammelt, die die deutschen Nordseehäfen anliefen. Später wurden in Bremen und Hamburg tägliche Schiffslisten herausgegeben, die den Ort der aufkommenden Schiffe und ihre genaue Ankunftszeit angaben. Für die Nachrichtenübermittlung wurden zunächst Meldereiter benutzt, später stellte man sich auf die fortschrittliche Technik der Optischen Telegrafie um. Heute werden diese Informationen im Internet gebührenpflichtig zur Verfügung gestellt. Seit 1998 besteht die Verpflichtung, Gefahrguttransporte auf Schiffen (elektronisch) anzumelden. Dienstleister sind hierfür u. a. Schiffsmeldedienste. Ferner können hier als Dienstleistung statistische Angaben zum Güter-Export gemacht werden. Bis zur Einführung des UKW-Sprechfunks dienten Morsezeichen durch Scheinwerfer der Verständigung mit den passierenden Schiffen.

### Elbe
Zwischen Hamburg und Cuxhaven wurde am 18. März 1838 eine optische Telegrafenverbindung eingerichtet (Hamburger optischer Telegraph), die am 15. Juli 1848 durch eine Verbindung mittels Morsetelegrafie ersetzt wurde. Maßgeblichen Anteil an der Verbesserung des Morsealphabets hatte Friedrich Clemens Gerke (1801–1876).

### Weser

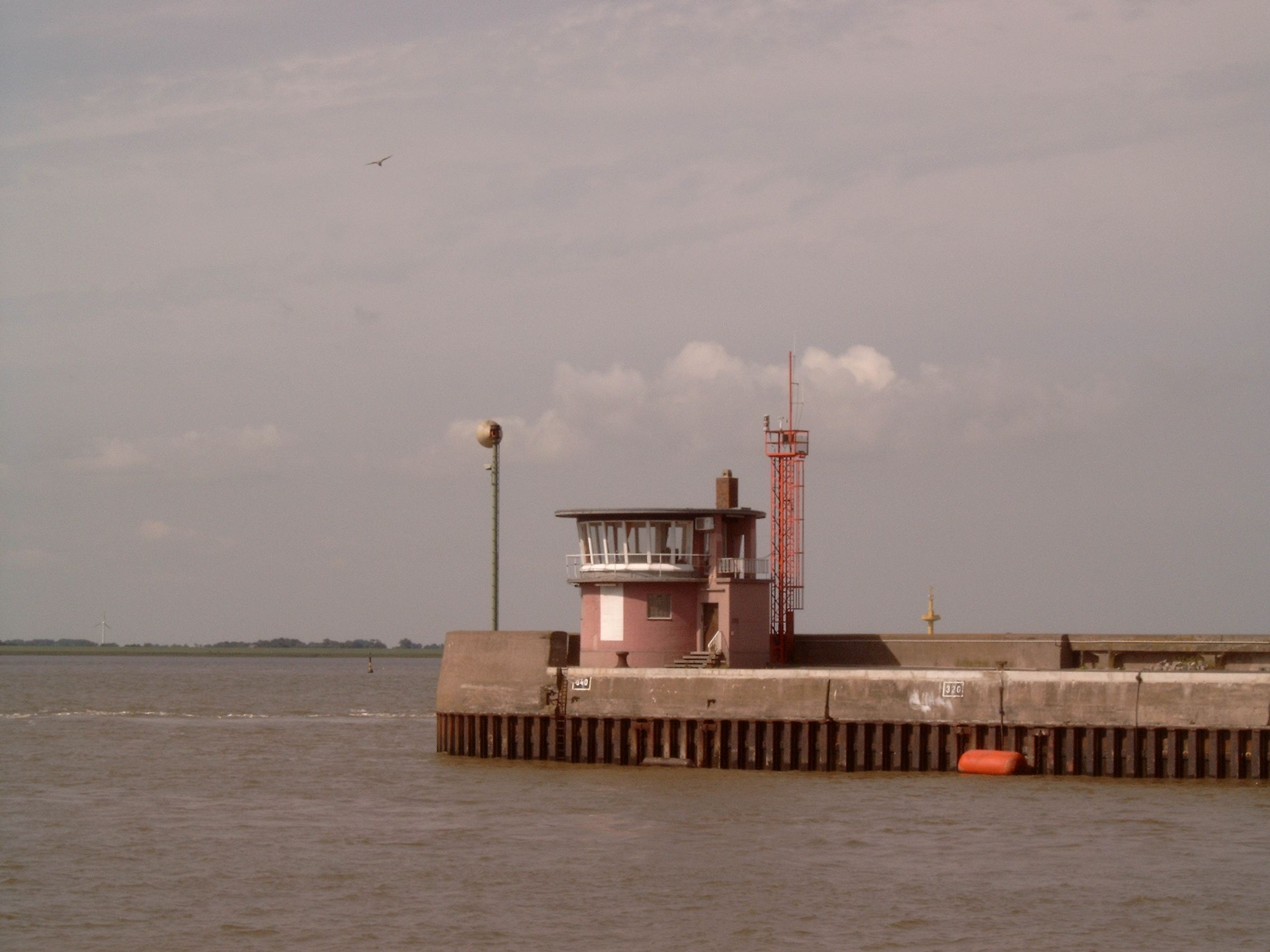
Signalturm vor der Nordschleuse

Technischer Übermittlungsvorrichtungen bediente man sich an der Weser erstmals 1846, als der Optische Telegraf in Betrieb genommen wurde. In Brake kann noch heute der 1846 für den Schiffsmeldedienst gebaute, inzwischen als Schifffahrtsmuseum genutzte Semaphorturm besichtigt werden. Im Laufe der Jahrzehnte wurde der Meldedienst von den verschiedensten staatlichen und privaten Stellen betreut, ehe die Reichspost im September 1944 die Meldungen an Private einstellte. 1946 richtete die von den Amerikanern ins Leben gerufene Weserhafenbehörde den Schiffsmeldedienst wieder ein, im 1941 erbauten Signalturm der Kriegsmarine. 1956 wurde der inzwischen vom  Hansestadt Bremischen Amt betriebene Dienst privatisiert und an Braun, Reinemuth & Co. vergeben. Im Mai 1961 wurde der neue Signalturm auf dem Molenkopf vor der Nordschleuse bezogen.